# Dangerous Acquaintances
Dangerous Acquaintances es el séptimo álbum de estudio de la cantante inglesa Marianne Faithfull, lanzado el 3 de octubre de 1981 en formato vinilo.

## Portada
Durante los años sesenta, Marianne conoció al fotógrafo Clive Arrowsmith en el show televisivo "Ready Steady Go!", cuando él era apenas un diseñador gráfico.
En 1980, su agente lo llamó y le dijo "Marianne quiere que hagas la portada de su nuevo álbum", asegurando que ella se dirigía a su estudio para una sesión de fotos.
Ella llegó completamente maquillada, perfectamente peinada, vestida con un twinset y un collar de perlas como accesorio. Pero, para Clive esta imagen no era muy fiel al estilo del "rock and roll" sino más bien le daba aires de "aristocracia", que, en algún punto, le recordaba a Lady Antonia Fraser. Por lo cual pidió a su asistente que le consiguiera una toalla grande y dos botellas grandes de agua Perrier y al estilista que cambiara su twinset por una simple camisa. Marianne se mostraba un poco decepcionada, ya que obviamente se había tomado muchas molestias con su cabello y maquillaje. 
Cuando regresó, Clive la sentó en la silla y la envolvió en una enorme toalla de baño y le dijo: "Mira Marianne, quiero que confíes en mí, por favor cierra los ojos". Luego, vertió una botella grande de Perrier sobre su cabeza. A través de la cascada de agua, ella lo llamó "bastardo", a lo que él respondió, "No, espera, confía en mí, no te enfades". La frotó nerviosamente con la toalla, la secó un poco y le disparó con su Polaroid. Una vez que obtuvo la foto se la mostró para que viera su idea. Ella la miró, no dijo nada por unos momentos, mientras se pasaba las manos por el cabello húmedo. Finalmente, sonrió y dijo "Oh, cariño, me encanta", entonces Clive le pidió que hiciera la misma mirada dramática que estaba dando cuando vertió el agua sobre su cabeza.
Al día siguiente el fotógrafo contactó a Marianne confirmando que tenía copias de contacto y algunas impresiones. Se reunieron en un spa donde ella estaba alojada y allí escogieron lo que sería la portada del álbum.

## Recepción y crítica
El 17 de octubre la revista americana Billboard hizo una reseña del álbum bajo el título "LPs recomendados de Billboard" diciendo, «Faithfull continúa su regreso con esta colección de material a menudo agitado, a veces comercial que podría ser difícil de digerir completamente en el giro inicial. Su voz, por momentos, sonando similar a Cat Stevens para toda la gente, podría ser irritante para algunos, aventurero para otros. No hay nada aquí tan polémico como "Broken English", del año pasado.» En esta reseña resaltó tres canciones como las mejores del álbum: "For Beautie’s Sake", "Sweetheart" e "Easy In The City".
Dos semanas después de su lanzamiento, el 17 de octubre, ingresó a la lista Billboard 200 en el puesto 173 y se mantuvo en ella por nueve semanas. En su sexta semana obtuvo su mejor posición, en el número 104.

## Promoción

### Sencillos
El primer sencillo lanzado fue "Intrigue", junto a "For Beautie's Sake" como lado B ("Sweetheart" en Alemania), en septiembre de 1981. En Japón éste fue el segundo sencillo, invirtiendo los lados, esta vez "For Beautie's Sake" como lado A e "Intrigue" como lado B.
El segundo sencillo fue "Sweetheart", el 4 de diciembre de 1981, con "Over Here" como lado B ("For Beautie's Sake" en Canadá, Francia y Estados Unidos). Esta última canción fue descartada del álbum y es producida por Chris Kimsey. En Japón éste fue el primer sencillo y fue lanzado el 25 de febrero de 1982.
En Alemania se editó "Truth, Bitter Truth" como tercer sencillo, con "For Beautie's Sake" como lado B y relanzado más tarde con "Strange One" reemplazando el lado B.
En Países Bajos se lanzó de forma exclusiva a "Tenderness" como sencillo, junto a "Over Here" como lado B.

### Video conceptual
Escrito y dirigido por Paul Henry, dicho video contenía tres canciones, "Intrigue", "Sweetheart" y "Truth, Bitter Truth".
Adicionalmente, Marianne lee una carta extraída del libro "Las Amistades Peligrosas" (Les Liaisons Dangereuse) del autor francés Pierre Choderlos de Laclos, mismo título que da al álbum.
Para promocionar los sencillos "Intrigue" y "Sweetheart", algunas cadenas de televisión las han extraído  del vídeo conceptual para emitirlas de forma individual.

## Lista de canciones
- Dangerous Acquaintances

| Lado 1 |                    |                                     |          |  |
| N.º    | Título             | Escritor(es)                        | Duración |  |
| 1.     | «Sweetheart»       | Marianne Faithfull, Barry Reynolds  | 3:15     |  |
| 2.     | «Intrigue»         | Ben Brierly                         | 4:30     |  |
| 3.     | «Easy in the City» | Faithfull, Reynolds                 | 3:15     |  |
| 4.     | «Strange One»      | Joe Mavety, Terence Philip Stannard | 2:51     |  |
| 5.     | «Tenderness»       | Faithfull, Reynolds                 | 3:51     |  |

| Lado 2 |                       |                                                   |          |  |
| N.º    | Título                | Escritor(es)                                      | Duración |  |
| 1.     | «For Beautie's Sake»  | Faithfull, Steve Winwood                          | 3:30     |  |
| 2.     | «So Sad»              | Faithfull, Reynolds                               | 4:31     |  |
| 3.     | «Eye Communication»   | Faithfull, Stannard, Reynolds, Stephen David York | 3:35     |  |
| 4.     | «Truth, Bitter Truth» | Faithfull, Reynolds, David Courts                 | 7:18     |  |

## Posicionamiento en listas

### Semanales
| País           | Lista                                     | Mejor posición |
| -------------- | ----------------------------------------- | -------------- |
| Australia      | Australian Kent Music Report Albums Chart | 24             |
| Canadá         | Canadian RPM Albums Chart                 | 12             |
| Países Bajos   | Dutch Mega Albums Chart                   | 33             |
| Francia        | French SNEP Albums Chart                  | 10             |
| Nueva Zelanda  | New Zealand Albums Chart                  | 7              |
| Noruega        | Norwegian VG-lista Albums Chart           | 12             |
| Suecia         | Swedish Albums Chart                      | 4              |
| Reino Unido    | UK Albums Chart                           | 45             |
| Estados Unidos | U.S. Billboard 200                        | 104            |

## Créditos
| - Marianne Faithfull – voz - Barry Reynolds – guitarra - Steve York – bajo - Joe Maverty – guitarra - Terry Stannard – batería - Steve Winwood – teclado - Frank Collins – coros - Denis Haines – teclado - Pickford Sykes – teclado - Neil Hubbard – guitarra - Martin Drover – trompeta - Julian Diggle – percusión | - Calvin "Fuzzy" Samuel – bajo - Chris Stainton – teclado - Clifton "Bigga" Morrison – piano - Dyan Spenner – coros - Jim Leverton – bajo - Mel Collins – saxofón - Peter Veitch – teclado - Bob Potter – ingeniero - Ed Thacker – mezcla - Greg Calbi – masterización en Sterling Sound, New York, Estados Unidos. - Mark Miller Mundy – producción para Airstream. - Paul Henry – dirección artística - Clive Arrowsmith – fotografía |